# Пирхавка Григорій Ісайович
Григорій Ісайович Пирхавка (нар. 1883, с.Ісайки, Канівський повіт, Київська губернія, нині Богуславський район, Київська область — 13 вересня 1937) — канівський повітовий комісар УНР, помічник Київського губернського комісара УНР, заступник міністра внутрішніх справ УНР, гласний Київської губернської народної ради, депутат Всеросійських Установчих Зборів від Київської губернії за списком УПСР.
Близько 1893 року закінчив сільську школу, працював на господарстві, потім — помічником волосного писаря в с. Юшків Ріг Таращанського повіту.

## Антиімперська діяльність
1900 року вступив до Таращанської організації есерів. Після її розгрому того ж року був засланий до Сибіру, де взяв шлюб з Євгенією Петрівною Захаровою. Брав участь у революційних подіях 1905 року в Іркутську. За участь у страйку звільнений з роботи в Іркутській митниці та ув'язнений.
Після звільнення 1906 року виїхав в Україну. Проживав у Богуславі Київської губернії. За революційну агітацію серед селян у травні 1907 року знову заарештований, ув'язнений у Канівську тюрму та засланий на 2 роки до Вологодської губернії. На етапі, у В'ятській в'язниці, за бунт політв'язнів разом з іншими учасниками був побитий і посаджений до карцеру. Перебуваючи на засланні в Сольвичегодську, під впливом адвоката Томського захопився юриспруденцією. За участь у демонстрації в Сольвичегодську опинився у в'язниці, після перебування в якій його заслали ще на 100 верст далі, в Берер-Насолоцьке.
По закінченню терміну заслання царська влада заборонила йому повертатися в Україну, тому він 1909 року вирушив до Іркутської губернії, де перебивався випадковою роботою. Якийсь час був секретарем щотижневика «Жало», котрий видавали анархісти-комуністи. Після довгих намагань нарешті дістав дозвіл здати іспит на звання приватного повіреного при Іркутському окружному суді. Мав приватну юридичну практику до 1917 року. У 1912 році заснував в Іркутську український літературно-музично-драматичний гурток «Громада» — був його головою до 1917 року.

## Українська революція
У лютому-березні 1917 року брав участь у поваленні царської влади в Іркутську, зокрема захопленні Міської думи. Працював у комісії звільнення політв'язнів та політзасланців Іркутського обласного революційного комітету громадських організацій. Став делегатом II військового з'їзду в Києві (26.06.1917 р.).
Познайомившись на з'їзді та в канцелярії Центральної Ради з українськими есерами та їхньою програмою, 1917 року вступив в Українську партію соціалістів-революціонерів. Обраний членом Канівської земської управи та народним суддею в Богуславі. На початку 1918 року виконував обов'язки повітового комісара Центральної Ради. Після приходу до влади Павла Скоропадського був вимушений переховуватися в Києві, брав участь у червні-липні 1918 року в організації Таращанського повстання проти німецької та гетьманської влади, за що потрапив до Канівської в'язниці, з якої його звільнили повстанці.
Знову був призначений повітовим комісаром. Восени 1918 року брав участь у роззброєнні німецьких військ на Київщині. Як делегат брав участь у засіданнях Трудового Конгресу України в Києві. Потім повернувся до Богуслава, але змушений був виїхати через переслідування місцевих більшовиків. Організував селянське повстання проти радянської влади (1919 року разом з уродженцем Медвина прапорщиком Коломійцем Пирхавка сформував повстанський загін).
Узимку 1919—1920 pp. призначений на посаду помічника Київського губернського комісара УНР. Переховувався на батьківщині, пізніше поїхав до Вінниці, де його інтернували поляки, що наступали. Вже невдовзі працював заступником міністра внутрішніх справ Уряду УНР — у той час, коли 1920 року Петлюра з поляками наступав на Київ.

## На еміграції
Після відступу опинився в Польщі в Ченстоховському таборі, звідки в 1922 року перебрався до Праги, де став членом керівництва Закордонного комітету Української партії есерів. Розчарувавшись у її програмі, у 1925 р. опублікував декларацію про вихід з УПСР. Був одним з організаторів Українського селянського союзу в Празі, головою Спілки-читальні Т. Г. Шевченка.
Писав статті в емігрантських часописах «Нова Україна», «Нове життя» та інших публікував під псевдонімом Гр. Сибірний.
1928 року, закінчивши Український вільний університет, здобув диплом доктора права і суспільних наук.

## У підрадянській Україні
1928 року повернувся з Праги в Україну. Проживав у Харкові. Працював юрисконсультом тресту «Промтранспроект», викладав на державних курсах українізації та робфаці. Публікувався в газеті «Пролетарська правда» (Київ) та журналі «Всесвіт».
Уперше переклав з чеської мови на українську твори Ярослава Гашека «Бравий вояка Швейк», І. Ольбрахта «Анна-пролетарка», В. Ванчури «Ян Маргоул — пекар», М. Урбана «Живий бич». Підготував рукопис свого роману на історичну тему (близько 400 сторінок) і повість «Лани і вартати».
У Харкові одружився з Марією Ігнатівною Шедеєвою, 1883 року народження. Мешкав за адресою: Основа службова, буд. 45.
Уперше після повернення з еміграції був арештований органами ГПУ України 30.12.1930 p., але за декілька днів звільнений, оскільки під час обшуку жодних доказів проти нього не було знайдено. Вдруге заарештований 28.09.1933 р.
Чекісти підозрювали, що він є «чеським агентом». 19 жовтня Пирхавка дав свідчення на Микиту Івановича Харуся, директора Харківського будинку вчених, який брав участь у боротьбі проти більшовиків під прапорами УНР. Він також повернувся з еміграції до України. Пирхавка сказав, що в Будинку вчених була явочна квартира і що частина чеських агентів саме через Харуся встановлювали зв'язок із чеським посольством у Москві або його представниками в Харкові.
23 лютого 1934 p. Григорій Пирхавка засуджений трійкою при колегії ГПУ УССР за необґрунтованим звинуваченням до 10 років позбавлення волі. Під час відбування покарання в Охтирському відділі Сиблагу НКВД СССР 31.08.1937 p. трійка УНКВД Західно-Сибірського краю (Кемеровська область) за необґрунтованим звинуваченням в антирадянській агітації та пропаганді постановила його розстріляти.
Розстріляний 31.08.1937 року. Реабілітований посмертно за обома вироками прокуратурою Київського військового округу від 27 липня 1989 р. та прокуратурою Кемеровської області від 16 вересня 1989 року.
Даних про місце поховання не збереглося.
Рукописи втрачені під час арешту.